# Дуглас Моусон
Сер Дуглас Моусон (англ. Sir Douglas Mawson; 5 травня 1882, Бредфорд, графство Йоркшир, Велика Британія — 14 жовтня 1958, Аделаїда, Австралія) — австралійський геолог і полярний дослідник. Автор праць по геології і гляціології. Учасник трьох антарктичних експедицій.

## Біографія

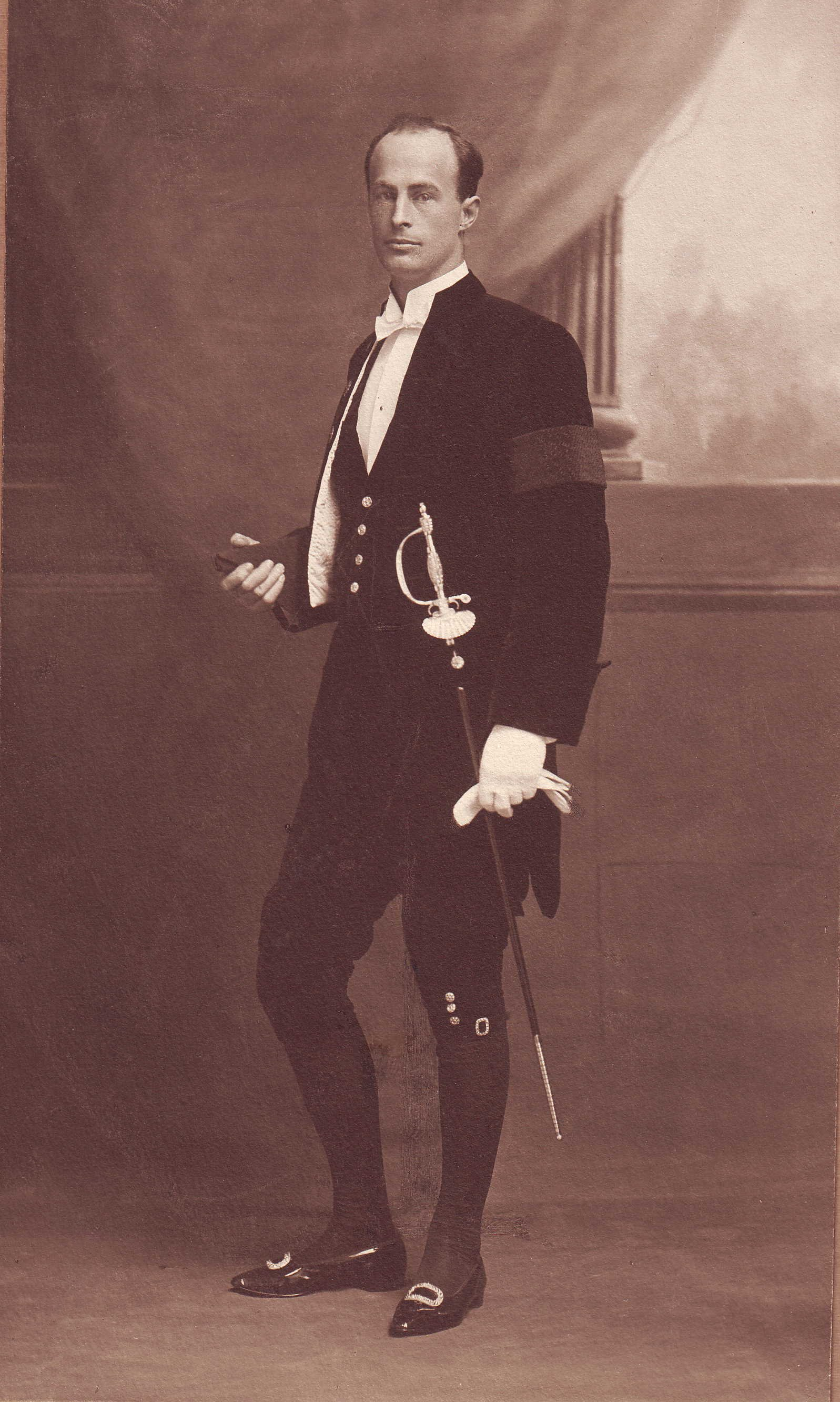

Народився в старовинній англійській родині. Через два роки Моусони переїхали до Австралії. Мешкали на фермі поблизу Сіднея. У 16 років поступив до Сіднейського університету. 1901 року отримав дипломом гірського інженера, але продовжував навчання. Учасник експедиції на Нові Гебриди в 1903 році, де протягом шести місяців досліджував геологію островів архіпелагу. 1905 року здобув вчений ступінь бакалавра природничих наук і був запрошений до університету Аделаїди читати лекції з мінералогії та петрографії. Подальша діяльність Моусона була тісно пов'язана з цим навчальним закладом: з 1920 по 1954 рік він був завідувачем кафедри геології.

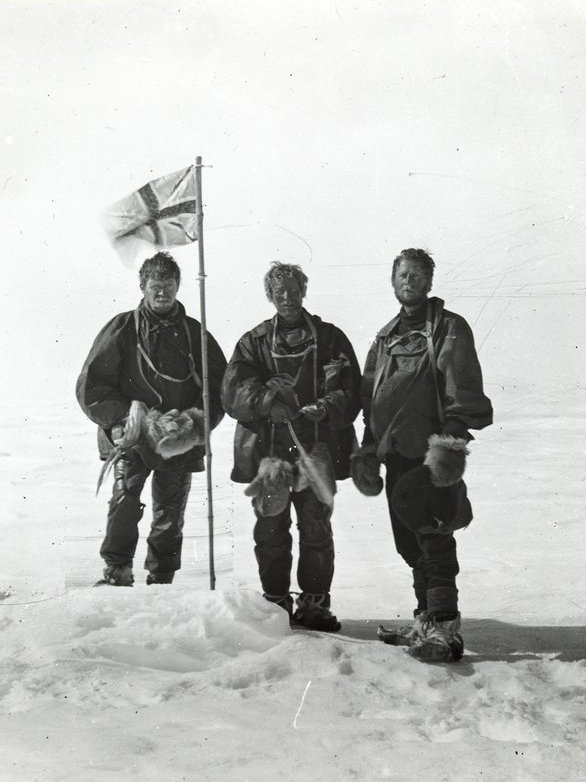
Маккей, Девід і Моусон на Південному магнітному полюсі.

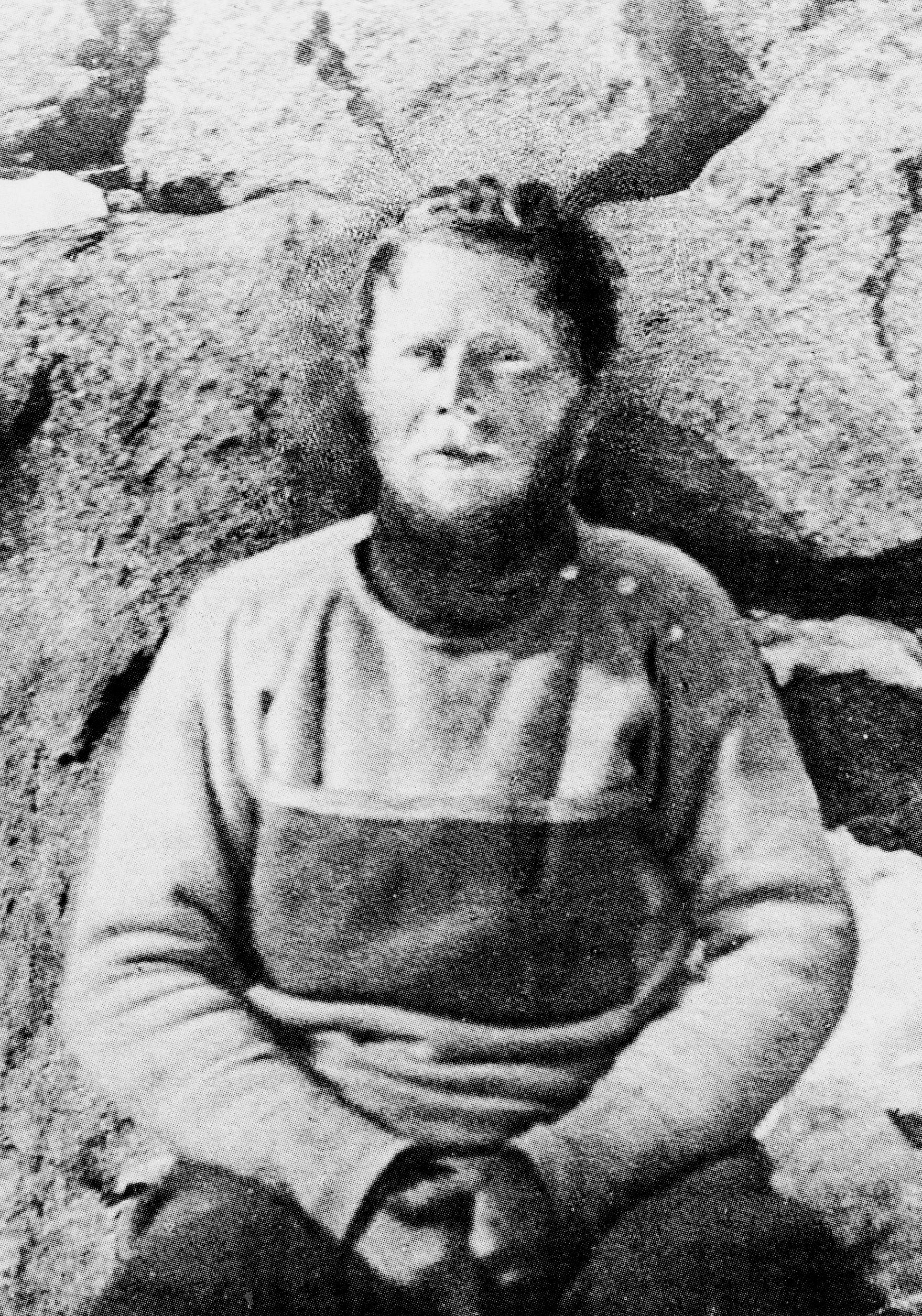

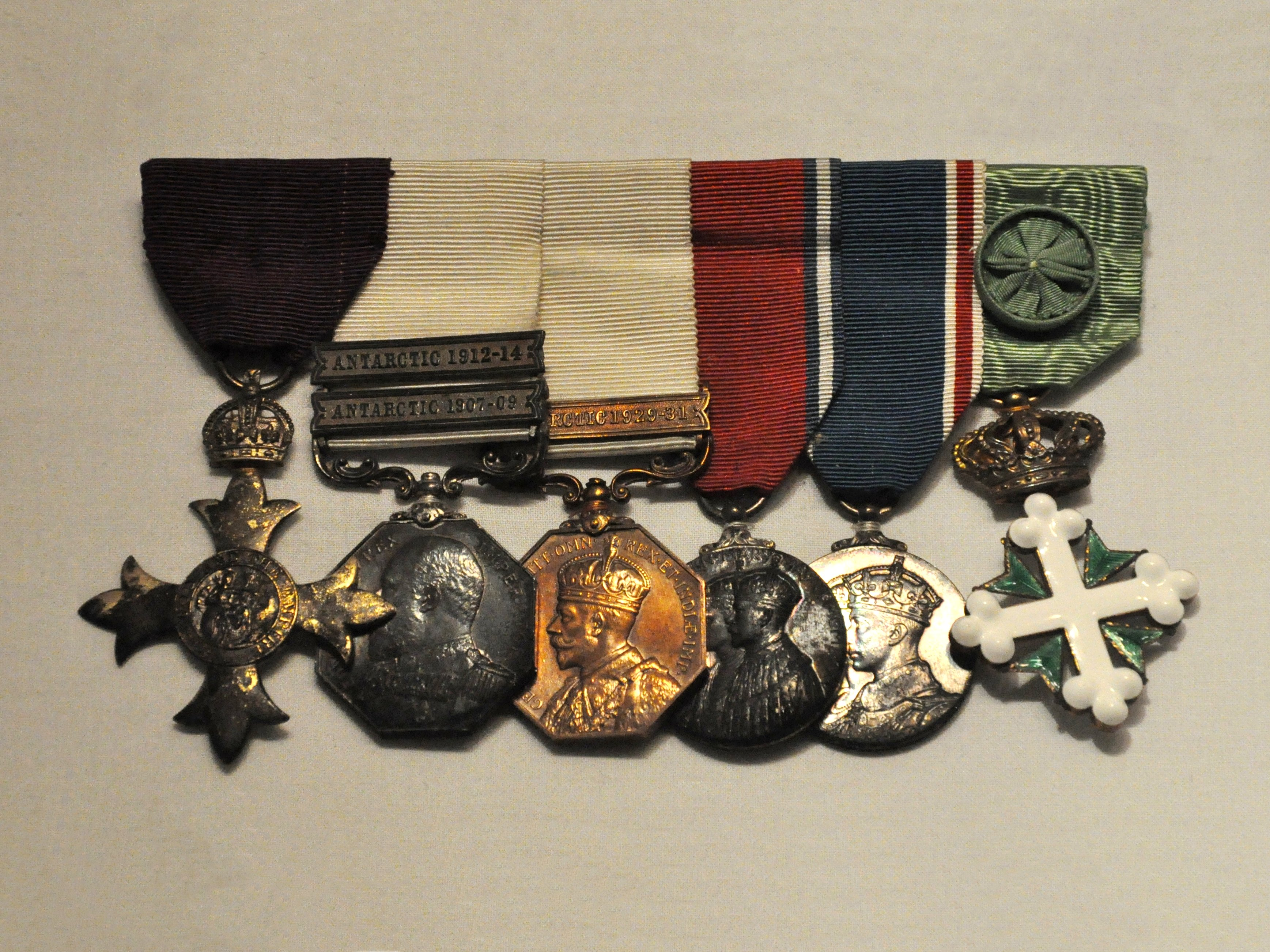
Нагороди Моусона, які знаходяться у Південноавстралійському музеї.

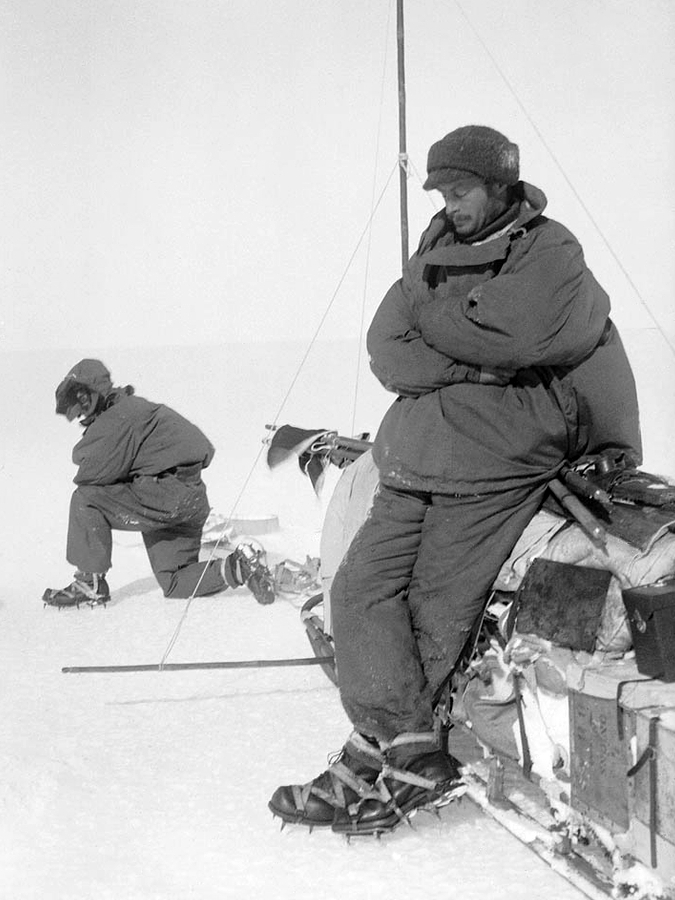

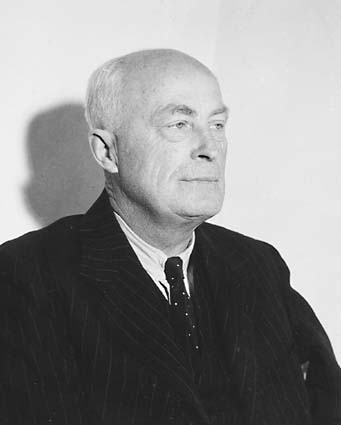

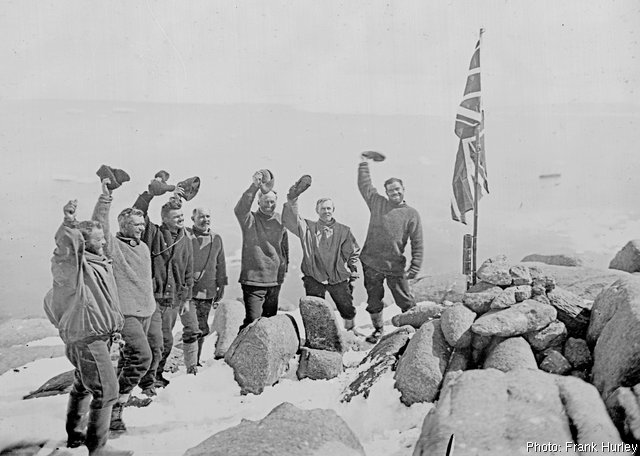
Третя експедиція

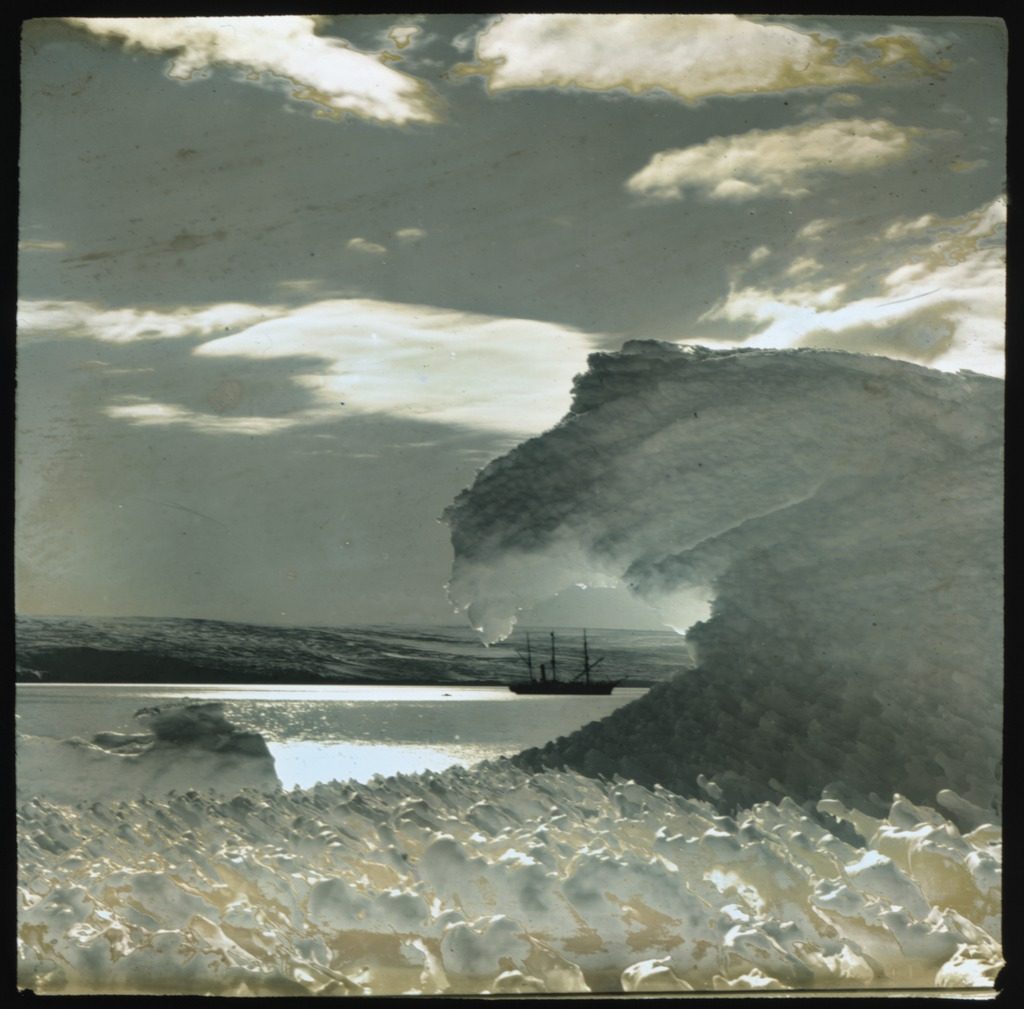

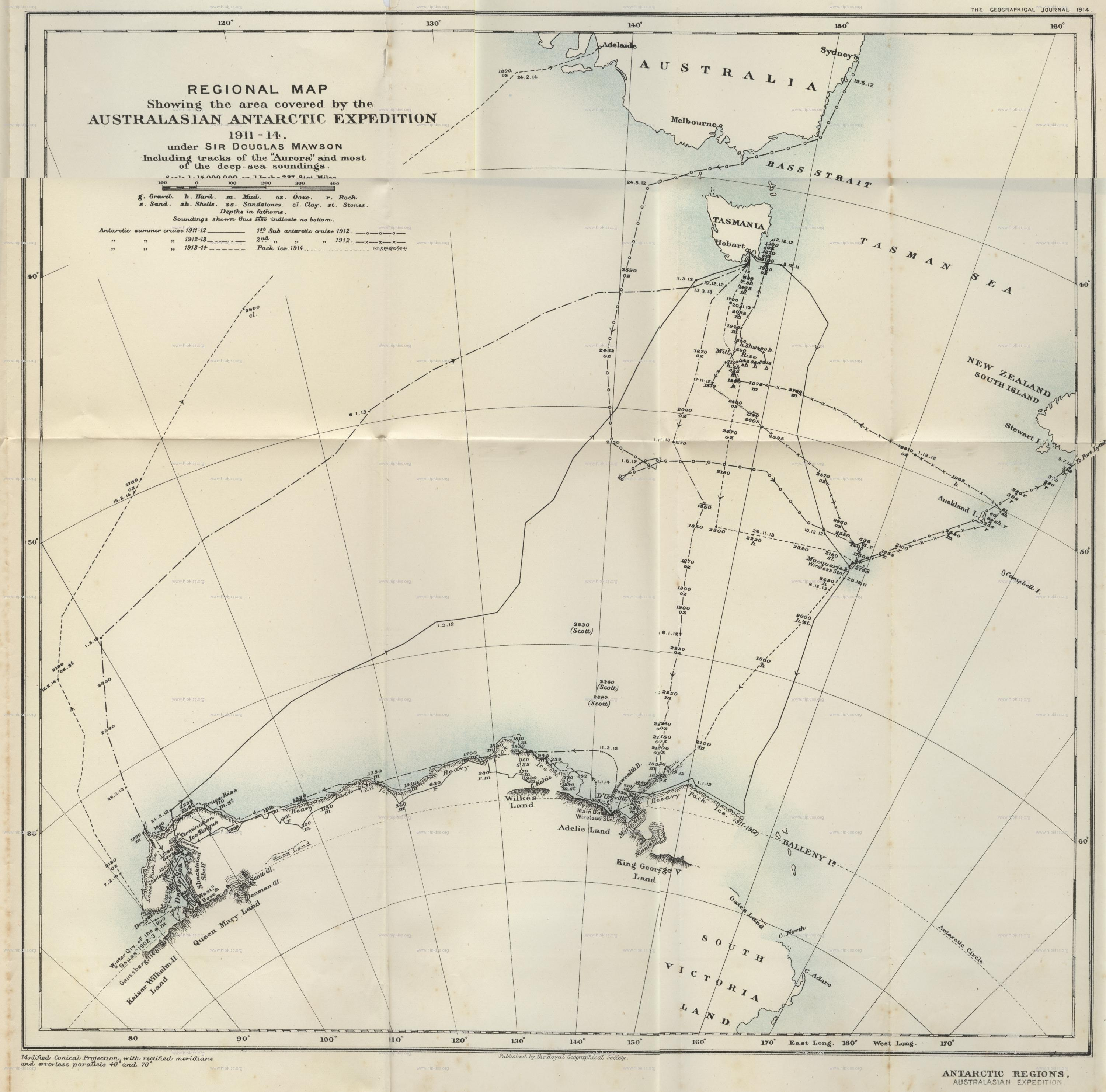

### Експедиція Шеклтона
1907 року увійшов до складу першої експедиції Шеклтона, яка мала на меті досягнути Південного географічного і Південного магнітного полюсів. Плани Шеклтона були вельми амбітні: крім підкорення обох полюсів, передбачалося досліджувати Трансантарктичні гори і південнополярне плато, метеорологічна група повинна була досліджувати механізми формування погоди в Південній півкулі і вплив антарктичних льодовиків на клімат Австралії та Нової Зеландії. Досить об'ємною була програма зоологічних досліджень. Фахівці-геологи повинні були дати відповідь на питання, яким чином антарктичний льодовик вплинув на характер залягання гірських порід на Землі Вікторії і Землі Короля Едуарда VII. Для сучасників не було секретом, що основною метою Шеклтона були рекорди першовідкривача, а наукова програма призначалася в першу чергу для залучення інвесторів і надання експедиції респектабельності в суспільстві.
28 січня наступного року експедиція почала висадку на узбережжя Антарктиди. Основна база була облаштована на березі протоки Мак-Мердо, на мисі Ройдс. Оскільки лід і погодні умови не дозволяли розпочати розвідку шляху до полюса, Шеклтон вирішив спочатку дослідити вулкани острова Росса. Найближчий до бази вулкан Еребус мав висоту 3794 метри. Сходження було розпочато двома командами 5 березня у складі: Еджворта Девіса, Дугласа Моусона, Алістера Маккея і Еріка Маршалла, Джеймсона Адамса і сера Філіпа Броклхерста. Одна з груп страхувала іншу. Жоден з учасників сходження не володів альпініським досвідом . За два перших дні вдалося досягти висоти 1700 метрів, незважаючи на великі заструги, які перешкоджали сходженню. Адамс вирішив, що до вершини повинні дістатися обидві групи. 9 березня партія досягла кінцевої мети, учасники підйому провели на вершині вулкана 4 години, зробили метеорологічні вимірювання і набрали зразки магматичних порід. До мису Ройдс дослідники повернулися 11 березня. Під час полярної ночі, наукові роботи йшли безперервно, причому не тільки за затвердженими програмами. Моусон, Броклхерст і Марстон експериментували з фотопластинками і фотоплівками на морозі, їх проявленням з використанням морської води.
Загін до Південного магнітного полюса складався з трьох осіб: лікаря Алістера Маккея і геологів Еджворта Девіда та Дугласа Моусона. Похід почали 5 жовтня, причому на перших кілометрах спробували використовувати автомобіль, водієм-механіком якого був Бурнард Дей. Через надзвичайно важку дорогу, просування здійснювалося повільно: до кінця жовтня мандрівники подолали по узбережжю Землі Вікторії не більше 100 км. Тоді було вирішено залишити речі, без яких можна обійтися. Тільки так вдалося форсувати льодовики Норденшельда і Дригальского. 27 грудня був досягнутий льодовик Рівза і з цього часу почалися регулярні магнітні вимірювання. Через недосконалість приладів доводилося кілька разів повторювати 24-годинні цикли спостережень. Нарешті 16 січня 1909 року полюс був підкорений на 72° 15' південної широти, 155° 16' східної довготи і на висоті 2210 метрів над рівнем моря. За інструкцією, відкритий район був проголошений володінням Британської імперії.
Незважаючи на крайнє виснаження, члени команди магнітного полюса подолали 400 миль зворотного шляху за 15 днів.
6 березня експедиція Шеклтона покинула острів Росса. На зворотному шляху обстежили 75 миль узбережжя Землі Вілкса, яка була недоступною для попередніх експедицій. 23 березня 1909 року «Німрод» приплив до Нової Зеландії.

### Австралійська експедиція
Повернувшись до Австралії, Моусон вирішив організувати власну експедицію до Антарктиди, метою якої стало б дослідження маловідомої частини Антарктиди — Землі Уїлкса. Ця експедиція, яка увійшла в історію як Австралійська антарктична експедиція (1911—1914) нанесла на карту більшу частину антарктичного узбережжя, зв'язавши відкриття багатьох дослідників і виявивши більше сотні різних географічних об'єктів. Праці цієї експедиції в цілому склали 22 томи.
Після повернення з експедиції Моусон був визнаним полярним дослідником, був нагороджений орденом Британської імперії, медаллю Лондонського географічного товариства, а також посвячений у лицарі.

### Третя експедиція
У 1929—1931 роках Моусон керував британсько-австралійсько-новозеландською антарктичною дослідницькою експедицією. Два літніх сезони ця експедиція проводила опис узбережжя Антарктиди і виконувала океанографічні спостереження.

## Пам'ять
На честь Дугласа Моусона названо астероїд головного поясу 4456 Моусон.